# 10554 Västerhejde
10554 Västerhejde è un asteroide della fascia principale. Scoperto nel 1993, presenta un'orbita caratterizzata da un semiasse maggiore pari a 3,1981705 UA e da un'eccentricità di 0,1581510, inclinata di 7,38456° rispetto all'eclittica.